# Les Mythes celtes
Les Mythes celtes (The White Goddess) est un ouvrage écrit par le britannique Robert Graves, publié en 1948. 
D'abord paru en français sous le titre La Déesse blanche en 1979, il est réédité sous le titre Les Mythes celtes : la Déesse blanche en 1989.

## Banques de données, dictionnaires et encyclopédies
- Notice dans un dictionnaire ou une encyclopédie généraliste :   - Britannica